# Brenthis tarnis
Brenthis tarnis är en fjärilsart som beskrevs av Hans Fruhstorfer 1922. Brenthis tarnis ingår i släktet Brenthis och familjen praktfjärilar. Inga underarter finns listade i Catalogue of Life.